# Body Feels Exit
Body Feels EXIT – pierwszy singel Namie Amuro oraz trzeci w całej jej karierze. Został wydany 25 października 1995 roku przez wytwórnię avex trax. Utwór tytułowy promował TAITO X-55 w ośmiu reklamach. Singel osiągnął 3. pozycję w rankingu Oricon. W pierwszym tygodniu sprzedano 221 420 kopii, natomiast 881 640 całościowo. Płyta znalazła się na 70. miejscu najlepiej sprzedających się singli w 1995 roku w Japonii.

## Lista utworów
| 1. | Body Feels EXIT (ORIGINAL MIX)     | 4:25  |
|    |                                    |       |
| 2. | Body Feels EXIT (X-TENDED MIX)     | 5:30  |
|    |                                    |       |
| 3. | Body Feels EXIT (FKB MIX)          | 6:43  |
|    |                                    |       |
| 4. | Body Feels EXIT (ORIGINAL KARAOKE) | 4:22  |
|    |                                    |       |
|    |                                    | 21:00 |
|    |                                    |       |

## Oricon
| Diagram                                                    | Pozycja |
| ---------------------------------------------------------- | ------- |
| Dzienny diagram Oricon (w pierwszym dniu sprzedaży)        | –       |
| Tygodniowy diagram Oricon (w pierwszym tygodniu sprzedaży) | #3      |
| Miesięczny diagram Oricon (w pierwszym miesiącu sprzedaży) | #1      |
| Roczny diagram Oricon                                      | #70     |